# Supertramp
Supertramp je britanski rock sastav koji je 1969. u Londonu osnovao pjevač i klavijaturist Richard Davies. Izvornu postavu činili su: Richard Davies (klavijature i vokal), Roger Hodgson (bas i glavni vokal), Richard Palmer (gitara i vokal) te Keith Baker (bubnjevi). 

## Povijest
Nakon dva komercijalno neuspješna albuma, uspon u karijeri i uspjeh započeo je trećom postavom sastava i albumom Crime of the Century iz 1974. koji je dospio na treće mjesto britanske ljestvice. Albumima Crisis? What Crisis? iz 1975. te Even in the Quietest Moments... iz 1977. ostvaruju zapažen uspjeh na američkom tržištu, a album Breakfast in America iz 1979. prvi je američki br. 1 prodan u 18 milijuna primjeraka. Albumi snimljeni nakon odlaska Hodgsona 1982. nisu više dosegli uspjeh prethodnika.

## Zanimljivosti
Na albumu Breakfast in America nalazi se i pjesma "Child of Vision" koja je bila uvrštena u špicu popularnog kviza Kviskoteka.

## Studijski albumi
- Supertramp (1970.)
- Indelibly Stamped (1971.)
- Crime of the Century (1974.)
- Crisis? What Crisis? (1975.)
- Even in the Quietest Moments... (1977.)
- Breakfast in America (1979.)
- ...Famous Last Words... (1982.)
- Brother Where You Bound (1985.)
- Free as a Bird (1987.)
- Some Things Never Change (1997.)
- Slow Motion (2002.)

## Vanjske poveznice
- Stranice sastava